# Маша Мериль
Маша Мери́ль (фр. Macha Méril; при рождении княжна Мари́я-Магдали́на Влади́мировна Гага́рина; 3 сентября 1940, Рабат, Марокко) — французская актриса, писательница и продюсер русского происхождения.

## Биография
Родилась в семье князя Владимира Анатольевича Гагарина (1888—1946), после эмиграции из России управлявшего цитрусовыми плантациями в Марокко, и его второй жены Марии Всеволодовны Бельской, происходившей из дворян Киевской губернии Российской империи, писательница, автор мемуарной книги «Золотые поля Украины». Племянница князя А. А. Гагарина, правнучка писателя В. А. Соллогуба. Сестра — Елизавета Владимировна Гагарина (р. 1935), племянник — дипломат, посол Франции в Таджикистане, Мишель Тарран.
Училась в Сорбонне на филологическом факультете, в студии Национального народного театра (TNP) и актёрской школе Шарля Дюллена, посещала курсы при актёрской студии Ли Страсберга в Нью-Йорке (1960—1962).
Дебютировала в 1959 году в фильме Жерара Ури «Горячая рука». Широкую известность получила в 1964 году, исполнив главную роль в фильме Жан-Люка Годара «Замужняя женщина». Через три года организовала свою продюсерскую компанию «Machafilm». В это время ждала ребёнка от Андрона Кончаловского, но сделала аборт. В 1969 году она вышла замуж за итальянского продюсера Джана Витторио Балди / Gian Vittorio Baldi, поселилась в Риме, снималась в итальянских фильмах. Несмотря на последовавший развод с мужем, усыновила его сына, своего пасынка Джана Гвидо.
Именно Маше Мериль вечером 26 июня 1967 года Франсуаза Дорлеак сказала, что опаздывает на самолёт и помчалась с пляжа в Ницце в аэропорт на арендованном «Рено». Она очень сожалела впоследствии, что не остановила Франсуазу, которая, как известно, попала в аварию и погибла.
18 сентября 2014 года в Александро-Невском соборе в Париже обвенчалась с французским композитором и музыкантом Мишелем Леграном. Венчание совершил епископ Телмисский Иов (Геча).

## Фильмография
- 1962 — Отдых воина
- 1962 — Очаровательная лгунья — Софи
- 1963 — Кто спал на моей кровати?
- 1964 — Супружеская жизнь
- 1964 — Замужняя женщина
- 1965 — Нефтяной принц
- 1967 — Дневная красавица — Рене
- 1968 — Не шутите с марсианами
- 1968 — На срезанном углу
- 1974 — Китайцы в Париже
- 1975 — Кроваво-красный
- 1975 — Убийства в ночном поезде
- 1976 — Китайская рулетка
- 1980 — Нежные кузины
- 1981 — Одни или другие
- 1981 — Отчим
- 1983 — Смертельная поездка
- 1985 — Мир ужаса Дарио Ардженто
- 1985 — Детишки
- 1985 — Короли шутки
- 1985 — Без крыши, вне закона
- 1986 — Дуэт для солистки
- 1991 — Деньги
- 1992 — Двойное зрение
- 1998 — Дочь солдата никогда не плачет
- 1999 — Ветер страсти [ТВ-сериал] — Бьянка
- 2000 — Круговерть
- 2006 — Мадемуазель Жижи
- 2009 — Трезор
- 2010 — Двое из волны
- 2012 — Любовь с препятствиями

## Награды
- Кавалер ордена Почётного легиона.
- Офицер ордена «За заслуги».
- Офицер ордена Искусств и литературы.